# Dédé Traké
Dédé Traké (né André Bellemare à Montréal en 1958) est un auteur-compositeur-interprète québécois. Il est le frère de Polo, leader des Frères à ch'val et de Pierre P Belmar, chanteur du groupe Danger.  Son dernier album a été coécrit et produit par Gambit, pilier du Radio Bemba Sound System.  

## Discographie
- 1992 : Dédé Traké
- 1992 : T'é qui toé?
- 1993 : Brel Québec (collaboration)
- 2001 : Le plus dur combat
- 2004 : Cannabistro
- 2006 : Cadavre exquis, première édition